# Universidad de Lieja
La Universidad de Lieja en francés Université de Liège, es una universidad de Bélgica situada en Lieja. Es una universidad pública y pluralista. Consta de 8 facultades. Las que se redistribuyeron, al 1 de enero de 2005, a raíz de la fusión con la HEC (Hautes Études Commerciales de Liège) Estudios Comerciales Superiores de Lieja, en 7 facultades (por orden alfabético: Derecho, Medicina, Medicina Veterinaria, Filosofía y Letras, Psicología y Ciencias de la Educación, Ciencias y Ciencias aplicadas), un Instituto (Instituto de las Ciencias Humanas y Sociales) y dos Escuelas (Estudios comerciales Superiores - Escuela de gestión de la Universidad de Lieja y la Escuela de Criminología Jean Constant), 45 departamentos, 200 formaciones complementarias y de tercer ciclo. Se sitúan principalmente en Sart-Tilman así como sobre la Plaza del 20 de agosto.

## Cronología de la Universidad de Lieja

### Algunos datos
- siglo XV : Primeros grados adquiridos por famosos estudiantes (Petrarca,…). Lieja es entonces la denominada « Nouvelle Athènes »
- 1496 : Inauguración del « Collège » en la actual "place du 20-Août" al que sucedieron el "Grand Collège en Île" y "l’Académie"
- 1817 : Fundación oficial de la "Université de Liège" por Guillermo I de los Países Bajos
- 1883 : Principio del entramado de la Universidad
- 1955 : Creación de la Universidad de Lubumbashi (Élizabethville en la época) por la Universidad de Lieja
- 1967 : Inicio de la transferencia de la Universidad hacia el distrito de Sart-Tilman
- 2005 : HEC Liège (Ecole des Hautes Etudes Commerciales) y la facultad de Economía de la Universidad de Lieja se fusionan para dar nacimiento a la escuela de negocios " HEC-Escuela de gestión de la Universidad de Lieja".

### Historia

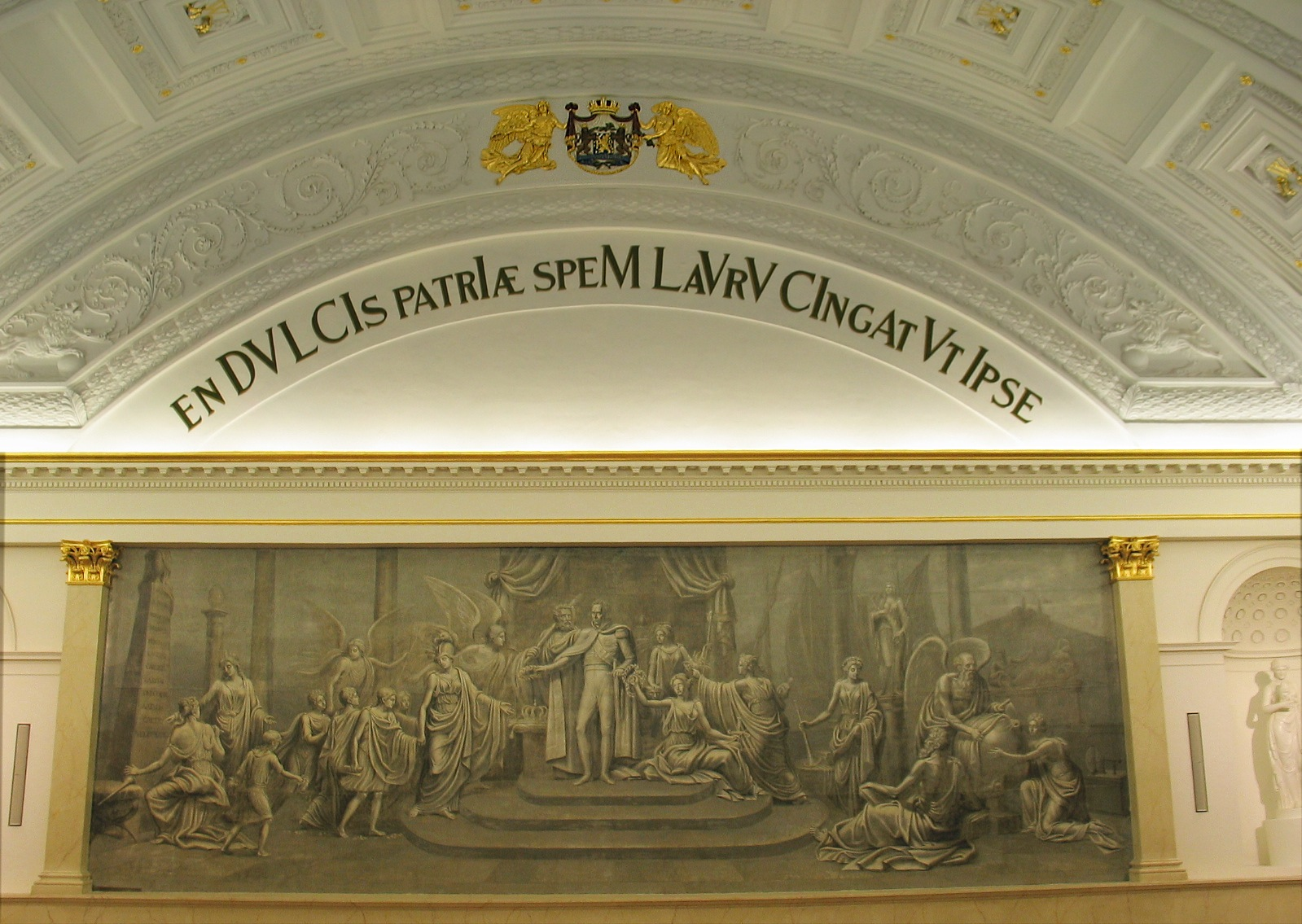
Fresco de un Aula de la ULiège.

La fundación de la Universidad de Lieja en 1817, por iniciativa del rey Guillermo I de los Países Bajos es el resultado de una larga tradición intelectual que se remonta en los orígenes del Principado. A partir del siglo XI, bajo el impulso de los príncipes obispos, las escuelas de Lieja constituyen, en efecto, un polo de atracción para los estudiantes y los investigadores que vienen a conseguir sus primeros grados o, como Petrarca, a explotar las riquezas de las bibliotecas.
Si la reputación de las escuelas medievales le valió a Lieja el sobrenombre de la nueva Atenas, qué decir de la del Órgano colegiado que se abrió en 1496, en el mismo sitio del actual edificio central de la Universidad, "place du 20-Août". Los hermanos de la « Vie Commune » fueron los promotores de una enseñanza renovada: el de las humanidades y profesores de millares de estudiantes de Lieja y así como de extranjeros, como el futuro pedagogo Jean Sturm, que hizo soplar el espíritu del Órgano colegiado de Lieja en Estrasburgo y, de allí, en un gran número de colegios reformados.
Al final del siglo XVI, los jesuitas sustituirán a los hermanos en su propia casa. Esta albergará a continuación, después de la supresión de la Compañía de Jesús, al Gran Órgano colegiado en Isla("Grand Collège en Île"), confiado al clero secular por el príncipe-obispo Velbruck (prelado con una gran visión de futuro, que reorganizó en Academia inglesa al colegio de jesuitas inglés, instalado en Lieja desde 1614, y suscitó toda una formación técnica de alto nivel por la creación de varias escuelas).
El decreto de Napoleón I, del 17 de marzo de 1808, referente a la organización de una Universidad imperial y designando Lieja como sede de una Academia que implica, en particular, una Facultad de letras y una Facultad de ciencias, es la primera carta universitaria de Lieja. Así pues, ni las escuelas medievales, sin embargo si renombre, ni el colegio de la orilla del Mosa, ni las Escuelas abiertas bajo Velbruck, ni incluso la Academia inglesa, a pesar de su nombre, se pueden considerar como establecimientos universitarios. Lieja debe su universidad únicamente al soberano de los Países Bajos de los que nunca dependió: Guillermo I que supo acordarse del pasado prestigioso de enseñanza y cultura de la Ciudad refulgente, cuando decidió establecer una Universidad de Estado en la tierra valona.
Cerca de 200 años después, aunque se instaló parte en Sart-Tilman, la Universidad de Lieja, que depende ahora de la Comunidad francesa de Bélgica, está todavía en el mismo lugar, a la orilla del Mosa, en el centro de lo que se llamó durante mucho tiempo la Isla, Barrio Latino de Lieja desde la época moderna.
La Universidad de Lieja no tiene un largo pasado, pero ya tiene una historia y sobre todo profundas raíces. ¿Es mejor garantizar para el futuro, hacia el cual se vuelve con determinación? La vocación pluralista de nuestro alma mater, su apertura sobre las realidades políticas, sociales e industriales de hoy y mañana, su participación activa en programas internacionales y europeos de investigación fundamental o aplicada, su presencia en todas las acciones comunitarias en cuanto a movilidad de los estudiantes son todos ellos activos para que resalte Lieja, como Universidad de Europa.
La Universidad de Lieja honró a varias personalidades importantes como Yasser Arafat, Jean-Claude Trichet, Umberto Eco, Tzvetan Todorov, Salman Rushdie o Íngrid Betancourt, concediéndoles el título de Doctor honoris causa.
El actual rector de la Universidad es el Profesor Bernard Rentier.

## Patrimonio arquitectónico
El desarrollo de la universidad se efectúa en varias fases.

### Fase inicial
- Ancien Collège des Jésuites, place du XX Août

### Fin delsigloXIX
En 1879, el ministro Walther Frère-Orban, entonces a la cabeza del Gobierno, hace que voten a favor un importante crédito para dotar a las dos universidades del estado, Lieja y Gante de medios dignos de su alta misión. 
Pero será bajo el Rectorado de Louis Trasenster cuando la universidad conoce una gran expansión. Se crean ocho nuevos institutos, son los Institutos Trasenster.  Muchos de ellos (todos?) fueron diseñados por el arquitecto de Lieja, Lambert Noppius.
- Instituto de Anatomía y de Fisiología, rue de Pitteurs,
- Instituto de Botánica y de Farmacia, Jardín Botánico de la Universidad de Lieja (1883),
- Instituto zoológico, quai van Beneden (1885),[2]
- Instituto de Astrofísica, "Observatoire de Cointe" (1881),
- Instituto de Electrotécnica (Montefiore, rue Saint-Gilles), (?financement)
- dos Institutos de Química (?)

### sigloXX
Después de la Primera Guerra Mundial
- Val Benoît, 1930-1937 bajo el impulso de Marcel Dehalu, se construyen cinco conjuntos de edificios sobre el lugar de la antigua Abadía del Valle-Benito para albergar las ciencias aplicadas[3]

### Fin delsigloXIX, inicios delsigloXXI
reagrupamiento en Sart-Tilman

## Facultades y colegios
- Derecho
- Medicina
- Veterinaria
- Filosofía y Letras
- Psicología y Ciencias de la Educación
- Ciencias
- Ciencias aplicadas
- Escuela de criminología
- Estudios comerciales superiores — HEC Liege Management School gestión y economía de la Universidad de Lieja (HEC-ULiège)
- Instituto de Ciencias humanas y sociales
- Facultad de Ciencias Agronómicas y Bioingeniería (Gembloux Agro-Bio Tech)

## Personalidades ligadas a la Universidad de Lieja
- Serge Brammertz, fiscal jefe del Tribunal Penal Internacional para la ex Yugoslavia desde el 1 de enero de 2008
- Alexandre Braun, Senador, Abogado
- Albert Claude  exalumno y premio nobel de medicina
- los hermanos Dardenne, cineastas
- Marcel De Corte, filósofo
- Fernand Dehousse, hombre de estado y político
- Julien Delaite, político y doctor en ciencias naturales
- André Dumont, geólogo
- Michèle Fabien, dramaturgo
- Jean Gol, político
- el Grupo µ, colectivo de semióticos
- Pierre Harmel, hombre de estado y político
- Pierre Hazette, político y escritor
- Auguste Kerckhoffs, lingüista y criptógrafo
- Jean-Marie Klinkenberg, lingüista y semiótico
- Pierre Kroll, caricaturista
- Godefroid Kurth, historiador
- Marc Lacroix, bioquímico e investigador en oncología
- Jean-Baptiste Nothomb
- Laurette Onkelinx, política
- François Perin, político
- Jean-Marie Piemme, dramaturgo
- Henri Pirenne, historiador
- Guy Quaden, economista
- Didier Reynders, político
- Melchior Wathelet (padre), político
- Léon Rosenfeld, físico
- Charles Augustin Sainte-Beuve, escritor francés, crítico literario
- Theodor Schwann, biólogo
- Polydore Swings, astrónomo
- Haroun Tazieff, geólogo
- Edouard Van Beneden, biólogo
- Robert Vivier, escritor
- Claude Yserentant, magistrado

## Doctores honoris causa
- 1893 : Louis Pasteur, médico Francés.
- 1919 : la reina Elisabeth de Bélgica y Georges Clemenceau, ministro Francés
- 1924 : Raymond Poincaré expresidente de la república Francesa.
- 1945 : Alexander Fleming, Franklin Roosevelt, Winston Churchill, Charles de Gaulle, Iósif Stalin.
- 1953 : J.R.R. Tolkien.
- 1965 : Walter Hallstein.
- 1967 : el rey Balduino I de Bélgica, con ocasión del 150.º aniversario de la ULg.
- 1975 : Christian De Duve.
- 1978 : Ilya Prigogine.
- 1979 : Georges Dumézil, filósofo Francés.
- 1980 : Léopold Sédar Senghor, político Senegalés.
- 1988 : Luc Montagnier, científico Francés.
- 1989 : Umberto Eco, Federico Mayor Zaragoza, escritores.
- 1991 : Princesa Chulabhorn de Tailandia.
- 1992 : Con ocasión del 175º aniversario de la ULiège : François Mitterrand, Jean Gandois, Gaston Thorn, Amnesty International, Médecins Sans Frontières, World Wide Fund for Nature, Paul Watzlawick.
- 1996 : Rolf M. Zinkernagel.
- 1997 : Emil Constantinescu.
- 1998 : Nelson Mandela, Yasser Arafat, Shimon Peres.
- 1999 : Helmut Kohl, Salman Rushdie.
- 2000 : los premios Nobel Claude Cohen-Tannoudji, Ahmed H. Zewail, Stanley Prusiner, James Mirrlees y Kenzaburô Ôe.
- 2008 : Joseph Stiglitz
- 2012 : Paul Van Hoeydonck